# Kenzingen
Kenzingen (pronunciación alemana: /ˈkɛn.t͡sɪŋən/ⓘ) es una ciudad situada en el distrito de Emmendingen, en Baden-Wurtemberg, Alemania. Tiene una población estimada, a fines de marzo de 2023, de 10 973 habitantes.
Está ubicada al borde de la Selva Negra, a unos 25 kilómetros al norte de Friburgo de Brisgovia. Por el núcleo de la ciudad fluye el río Elz, que más al oeste desemboca en el Rin.

## Barrios
La ciudad tiene cuatro barrios: la ciudad vieja (Kenzingen), Nordweil, Bombach y Hecklingen.
|         |
| Bombach |

|            |
| Hecklingen |

|          |
| Nordweil |

## Demografía
| 5452                                                         | 6821 | 7634 | 8884 | 9232 | 10 973 |
| (Fuente: Oficina Estatal de Estadística de Baden-Wurtemberg) |      |      |      |      |        |

## Historia
Ketzingen se menciona por primera vez en un documento del año 772. En 1242, los señores de Üsenberg recibieron la custodia de las posesiones del monasterio de Andlau en la orilla derecha del Rin, pero en 1352 la familia vendió la ciudad.
En 1415 recibió el estatus de ciudad imperial. 
Entre 1500 y 1806 estuvo en el centro de permanentes disputas, lo que llevó a interminables guerras y dejó a la ciudad en la miseria. En diciembre de 1805, cayó en manos de Baden.